# José Antonio Primo de Rivera
José Antonio Primo de Rivera y Sáenz de Heredia, 1. vévoda z Prima de Rivera, 3. markýz z Estelly grand (24. dubna 1903 Madrid – 20. listopadu 1936 Alicante), často označovaný jednoduše jako José Antonio, byl španělský politik, který založil hnutí Falanga.

## Biografie
José Antonio byl synem generála Miguela Primo de Rivery, v letech 1923–1930 španělského diktátora. Původně spolupracoval s konzervativními monarchisty z Unión Monárquica Nacional, ale postupně se jim začal názorově vzdalovat až v roce 1933 založil Falangu, která se hlásila k národnímu syndikalismu. Ve volbách v listopadu 1933 byl zvolen pod hlavičkou Confederación Española de Derechas Autónomas (CEDA) do parlamentu. Ve volbách v roce 1936 kandidovala Falanga samostatně a nezískala žádný mandát.
V důsledku levicových represí na začátku roku 1936 byla nejprve uzavřena všechna centra Falangy, pak byla 14. března 1936 organizace zakázána a v následujících dnech pozatýkáno její vedení. V době vypuknutí občanské války se nacházel José Antonio Primo de Rivera ve vazbě. Když se o přípravách povstání pod vedením generálů Sanjurja, Franca a Moly ve vězení dozvěděl, zakázal členům Falangy účast na něm, jelikož jej považoval za zpátečnické a nechtěl, aby v něm byla Falanga využita jako nástroj pro cíle středo-pravicových stran. Nakonec se Falanga do příprav povstání pod tlakem okolností a pod příslibem, že si v něm zachová organizační samostatnost, zapojila.
V době probíhající španělské občanské války byl José Antonio republikány odsouzen k smrti a 20. listopadu 1936 popraven (shodou okolností ve stejný den zemřel republikánský vůdce Buenaventura Durruti). Pro Francovo hnutí se tak stal symbolem a kultovní postavou. De Rivera byl do roku 2023 pohřben v Údolí padlých.